# Villemoisan
Villemoisan är en kommun i departementet Maine-et-Loire i regionen Pays de la Loire i nordvästra Frankrike. Kommunen ligger i kantonen Le Louroux-Béconnais som tillhör arrondissementet Angers. År 2018 hade Villemoisan 679 invånare.

## Befolkningsutveckling
Antalet invånare i kommunen Villemoisan
| Referens: INSEE |